# Vincent Benedetti
Vincent Benedetti (29 de abril de 1817-28 de marzo de 1900) fue un diplomático francés, conocido por ser una de las figuras centrales en la instigación de la guerra franco-prusiana.

## Biografía
Beedetti nació en una familia de origen griego en Bastia, en la isla de Córcega. En 1840 entró al servicio del Ministerio de Asuntos Exteriores de Francia y fue nombrado para ocupar un puesto bajo el marqués de la Valette, que era cónsul general en El Cairo. Pasó ocho años en Egipto, siendo nombrado cónsul en 1845. Allí se casó con una mujer sobreviviente de la Masacre de Quíos. En 1848 fue nombrado cónsul en Palermo, y en 1851 acompañó al marqués, que había sido nombrado embajador en Constantinopla, como primer secretario de la legación.
Durante quince meses en el desarrollo de la guerra de Crimea, se desempeñó como encargado de negocios. En el segundo volumen de sus ensayos da algunos recuerdos de sus experiencias en Oriente Próximo, incluyendo un relato de Aalí-Bajá y un bosquejo (no muy amistoso) de Stratford Canning, Lord Stratford de Redcliffe. En 1855, después de rechazar el puesto de ministro en Teherán, se desempeñó secretario del congreso del Ministerio de Asuntos Exteriores en París hasta 1856. Durante los años siguientes estuvo ocupado principalmente en asuntos italianos, en los que estaba muy interesado, y Camillo Benso, conde de Cavour decía de él que era «un italiano de corazón». Fue elegido en 1861 para ser el primer enviado de Francia al Reino de Italia, pero dimitió el año siguiente tras el retiro de Édouard Thouvenel, que había sido el ministro de Exteriores, cuando el movimiento anti-italiano comenzó a ganar predominio en París. En 1864 fue nombrado embajador en la corte de Prusia.
Benedetti permaneció en Berlín hasta el estallido de la guerra franco-prusiana en 1870, y durante estos años desempeñó un papel importante en la historia diplomática de Europa. Su posición era difícil, pues Napoleón III no le mantenía plenamente informado sobre el curso de la política francesa. En 1866 estalló la guerra austro-prusiana y, durante las críticas semanas que siguieron al intento de Napoleón III de intervenir entre Prusia y Austria, acompañó al cuartel general prusiano en su avance de Viena y durante una visita a dicha ciudad ayudó a arreglar un armisticio preliminar firmado en Nikolsburg.
Después del final de la guerra austro-prusiana, Benedetti fue instruido para presentar ante Otto von Bismarck las demandas francesas para la «remuneración» de la neutralidad de Francia durante el acuerdo de la guerra austro-prusiana solicitando una anexión francesa de Bélgica y Luxemburgo. En agosto, después de su regreso a Berlín, como resultado de sus conversaciones con Bismarck, se redactó un proyecto de tratado en el que Prusia prometió a Francia su apoyo en la anexión de Bélgica. Este tratado nunca fue concluido, pero el borrador, que tenía la caligrafía de Benedetti, fue conservado por Bismarck y, en 1870, pocos días después del estallido de la guerra, fue publicado por él en The Times.
Durante 1867 Benedetti estaba muy ocupado con el asunto de Luxemburgo, en el que Francia intentó comprar dicho territorio a los Países Bajos. Hubo un alboroto inmediato en Alemania por parte de nacionalistas pan-alemanes y el poder alemán preeminente en Prusia parecía dispuesto a declarar la guerra a Francia. El gobierno francés, sin embargo, fue frustrado por la posterior Conferencia de Londres de 1867 que confirmó la independencia de Luxemburgo, junto con una garantía de su independencia de Luxemburgo por parte de todas las grandes potencias europeas.
En julio de 1870, cuando se conoció la candidatura del príncipe Leopoldo de Hohenzollern-Sigmaringen para el trono de España, Benedetti fue instruido por Antoine Alfred Agénor para presentar al rey de Prusia, que estaba entonces en Bad Ems, las demandas francesas de que el príncipe se retirara, y que su candidatura no sea renovada. Esta última demanda fue presentada por Benedetti al rey en una reunión informal en el paseo marítimo de Ems. Los informes engañosos de la conversación que se hicieron circular llevó a los alemanes a creer que Benedetti había insultado al rey y los franceses al creer que el rey había insultado al embajador. Estos sentimientos fueron la causa inmediata de la guerra franco-prusiana. Benedetti fue severamente atacado en su propio país por su conducta de embajador y Agénor intentó echarle la culpa de los fracasos de la diplomacia francesa.
Benedetti respondió a las acusaciones presentadas contra él en un libro, Ma Mission en Prusse (París, 1871), que sigue siendo una de las fuentes más valiosas para el estudio de la diplomacia de Bismarck. Allí Benedetti se defiende con éxito, y demuestra que había mantenido a su gobierno bien informado; incluso les había advertido un año antes sobre la candidatura propuesta por Hohenzollern. Además, la política del tratado no era suya, sino de Édouard Drouyn de Lhuys. La idea de la anexión de Valonia (en Bélgica) a Francia le había sido sugerida por Bismarck; y la intención que el ministro alemán puso al proyecto no era una que se podría esperar, porque había llevado a cabo las negociaciones de buena fe.
Después de la caída del Segundo Imperio Francés, Benedetti se retiró a Córcega. Vivió para ver su defensa confirmada por publicaciones posteriores, que arrojaron más luz sobre la historia secreta de la época. Publicó en 1895 un volumen de Essais diplomatiques, que contenía un relato completo de su misión a Ems, escrito en 1873; y en 1897 una segunda serie que trató de la Cuestión Oriental. Murió el 28 de marzo de 1900, durante una visita a París. Recibió el título de Conde por parte de Napoleón III.